# Super Mario Odyssey
Super Mario Odyssey (スーパーマリオ オデッセイ, Sūpā Mario Odessei) és un videojoc de plataformes en 3D desenvolupat i publicat per Nintendo per a la Nintendo Switch el 27 d'octubre del 2017. És el setè plataformes 3D de la sèrie Super Mario, i el tercer dels que tenen aspecte de món obert. En aquest joc seguim a Mario i Cappy, un esperit que posseeix la gorra d'en Mario i li permet prendre control d'altres personatges i objectes, ja que se situen en un viatge al voltant de diversos mons per salvar la Princesa Peach del seu nèmesi Bowser, qui intenta casar-se amb ella. A diferència de tenir jugabilitat niveal d'anteriors entregues, el joc torna a l'estil de jugabilitat dels anteriors jocs Super Mario 64 i Super Mario Sunshine, és a dir, basada en l'exploració d'un món vast i obert. El videojoc ha estat fortament aclamat pels crítics i en tres dies ha venut dos milions de còpies a tot el món.

## Jugabilitat

En Mario passejant per New Donk City, la ciutat localitzada al Metro Kingdom.

A Super Mario Odyssey, els jugadors han de controlar en Mario i viatjar per diferents mons fora del Regne Xampinyó, segurament amb la intenció d'acabar amb els plans d'en Bowser per casar-se forçadament amb la Princesa Peach. D'aquesta manera el joc torna a tenir un aspecte de món obert com els que tenien Super Mario 64 i Super Mario Sunshine. Un d'aquests mons està basat en una ciutat realista anomenada "New Donk City", una referència directa a la ciutat de Nova York així com a Donkey Kong; no obstant la resta de mons tenen una temàtica i ambientació més aviat fantàstica. En aquests mons no falten les referències a altres jocs de la sèrie; per exemple hi ha zones especials on en Mario se situa en un entorn bidimensional semblant a la seva aparició al Super Mario Bros..
Així com manté molts dels moviments d'en Mario com el salt de paret o agafar-se dels semàfors i de les baranes dels edificis, en Mario compta amb una gorra diferent amb ulls que permet llençar-se com un boomerang i saltar-hi com si fos una plataforma. Aquesta gorra, que rep el nom de Cappy, també serveix per a posseir temporalment objectes i personatges en concret, fent que obtinguin l'aparença d'en Mario per així poder-los controlar; alguns d'ells són tiranosaures rex, un Goomba, vehicles o un personatge d'aspecte humà. En Mario també tindrà un mesurador de vida amb tres nivells (semblant a Super Mario Galaxy). Algunes accions es poden accelerar movent els Joy-Con, encara que s'hi pot jugar perfectament amb els comandaments enganxats a la consola.
El joc té dos tipus de monedes: les típiques daurades que es poden trobar pel joc o bé les liles que són úniques per a cada regne. A diferència de la resta de jocs de Mario, aquestes monedes s'utilitzen com a moneda per comprar roba i col·leccionables per en Mario i la seva nau. En comptes del típic sistema de vides, quan es buidi el mesurador de vida, en comptes de sortir un "game over" es restaran deu monedes. Els col·leccionables principals per a la progressió del joc es diuen "Llunes de poder", semblants a les estrelles de Super Mario 64. Super Mario Odyssey també ofereix la possibilitat de transportar-se entre punts de retrobament o missions. El joc també inclou un mode multijugador de dos jugadors cooperatiu, on un jugador controla en Mario i l'altre a en Cappy, on flota sobre en Mario i és l'encarregat de moure i atacar enemics.
El joc també inclou nous minijocs pels quals es poden aconseguir llunes de poder; també permet consultar qualificacions globals i d'altres jugadors en línia. També existeix la possibilitat de canviar l'aspecte d'en Mario entrant a qualsevol de les botigues Crazy Cap repartides pel món del joc. També inclou un mode foto on es pot aturar qualsevol moment del joc per convertir-la en una instantània tot canviant la paleta de colors, girant la càmera, difuminant el fons, i utilitzar-la com a fons de pantalla o per compartir-la. L'ús de figures amiibo de la col·lecció Super Mario Odyssey de Mario, Peach i Bowser, permeten alliberar habilitats especials dins el joc, com alliberar disfresses especials que sinó no es disponibilitzarien fins que el jugador acabés el joc i recollís suficients llunes de poder. Altres Amiibo poden ser escanejats per tal d'aconseguir pistes per trobar més llunes de poder.

## Actualitzacions
Vet aquí la llista d'actualitzacions que s'han llançat per a Super Mario Odyssey:
- 1.0.1 - 27 d'octubre de 2017 - Inclou millores menors.
- 1.1.0 - 30 de novembre de 2017 - Afegeix la llengua coreana.
- 1.2.0 - 21 de febrer de 2018 - S'estrena el mode online Balloon World, amb dos modes de joc, on els jugadors controlen a en Luigi a la recerca de globus amagats per altres jugadors o bé amagar un en 30 segons perquè la gent el trobi per anar escalant al rànquing. També inclou nous vestits i nous filtres per al mode càmera.[13]
- 1.3.0 - 25 d'abril de 2019 - Afegeix compatibilitat amb el kit de realitat virtual de Nintendo Labo, amb el qual es poden jugar a tres mini-missions en alguns regnes del joc i gaudir del concert i de dues cinemàtiques.[14]
- 1.4.0 - 3 de juny de 2025 - Es fan alguns ajustaments per millorar-ne l'experiència de joc a la Nintendo Switch 2.[15]

## Desenvolupament
Tot i que Yoshiaki Koizumi anunciés el 2014 que s'estava desenvolupant un nou Mario en 3D, el desenvolupament del joc va començar just després que sortís Super Mario 3D World el 2013. El joc mateix es va entreveure al primer tràiler de la consola publicat el 20 d'octubre de 2016, Super Mario Odyssey va ser oficialment anunciat durant la presentació de la consola el 13 de gener del 2017 amb una data de llançament de finals d'any. Reggie Fils-Aime ja ha anunciat que el joc es podria provar a l'E³ que es realitzaria el juny del 2017.
Durant l'esdeveniment "Treehouse Live" realitzat el 13 de gener, Shigeru Miyamoto, com a convidat especial, ha estat preguntat sobre si tornarien l'estil de jugabilitat de Super Mario 64 i Super Mario Sunshine, i ha respost que mentre el desenvolupava Super Mario 64 amb Yoshiaki Koizumi, van veure que el joc estaria més dirigit als jugadors habituals en comptes dels casuals, i dsprés de Super Mario Sunshine, l'enfocament va canviar a jugadors més casuals i accessibles, i així van triar fer Super Mario Galaxy.
Amb totes les idees diferents que Miyamoto ha rebut d'altres desenvolupadors i programadors més "joves", alguns s'han preocupat sobre com en Mario "encaixaria" en aquests mons diferent, encara que continua tenint la "ment oberta" amb totes les idees presentades. Miyamoto també compta amb equips que han treballat amb passats jocs de Mario en 3D, com Yoshiaki Koizumi, on la seva intenció és "tornar als inicis" de Super Mario Sunshine.
Els desenvolupadors van prioritzar l'entorn de la ciutat mentre triaven quins entorns havien de representar-se a Odyssey. Volien un aspecte familiar de la sèrie per ancorar els jugadors en la història, així que van triar a Pauline, un personatge que apareix molt de tant en tant a la sèrie Mario, per ser l'alcaldessa de New Donk City. El desenvolupament del personatge de Pauline va portar el tema musical de Super Mario Odyssey, "Jump Up, Super Star!": la primera sintonia de Super Mario que inclou veu, realitzada per la dobladora de la Pauline. Alguns dels canvis de vestits d'en Mario fan referència a les disfresses del personatge en anteriors jocs de la sèrie, com en Mario's Picross i Super Mario Maker.
El joc té més col·leccionables que anteriors jocs de la sèrie, i a diferència d'altres jocs on es tornava a en Mario a l'inici del nivell després de trobar cada col·leccionable, les llunes estan dissenyades per ser trobades en exploració contínua. Això i la manca de llunes requerides per progressar al joc dona als jugadors una llibertat més àmplia per explorar com vulguin en comptes d'avançar a la història, una nova direcció a la sèrie i un desafiament de disseny per a l'equip de desenvolupament. Els desenvolupadors volien que els jugadors exploressin qualsevol cosa que els cridés l'atenció per trobar-hi secrets. El creador de la sèrie, Shigeru Miyamoto, no ha estat involucrat en la presa de decisions diària del joc però l'equip de desenvolupament l'ha consultat per trobar les millors maneres per expressar un concepte del joc. La crítica de Miyamoto va ser altament específica i crítica, però ofertes com a suggeriments en comptes d'ultimàtums, i altament comprensiu en general.
Cinc mesos després d'anunciar-se oficialment, es revela un nou tràiler durant la presentació "Nintendo Spotlight - E3 2017" on s'anuncia la data de llançament del joc per a 27 d'octubre de 2017, i que l'acompanyarien una línia de figures amiibo de Mario, Peach i Bowser disfressats de gala. El 13 de setembre de 2017 es van revelar nous detalls del joc en un Nintendo Direct, incloent la germana de la gorra Cappy, "Tiara", alguns mons més, el mode càmera, més compatibilitat amb els amiibo i un lloro que dona pistes.

## Recepció

### Crítica
Després del seu llançament, Super Mario Odyssey ha rebut "un clamor universal" segons l'agregador de crítiques Metacritic, on és el cinquè joc més ben qualificat a la plataforma, justament amb la resta de jocs que tenen la nota de 97 sobre 100. Edge ha premiat la creativitat del joc amb les noves idees i els nous riscos que Nintendo ha pres per desviar-se de la fórmula establerta de la saga Mario, que creuen que ja estava coberta. Van comparar el joc amb Super Mario 64 i el van anomenar el successor espiritual que mai no han arribat a tenir. La revsta també parla de la introducció de Cappy i la seva mecànica de capturar objectes i personatges, amb el que l'han anomenada l'eina més versàtil de la sèrie fins ara, i han gaudit sobre com l'habilitat ha permès a Nintendo a reinventar algunes de les seves activitats preferides dins el joc. Famitsu va donar al joc un 39/40, el mateix que Super Mario 64 i la nota més alta que ha rebut un Mario tridimensional fins aleshores. IGN i GameSpot també han donat puntuacions perfectes a Super Mario Odyssey aclamant la seva originalitat.

### Pre-llançament
Super Mario Odyssey va rebre crítica unànimament positiva també de la cobertura que li va fer la premsa a l'Electronic Entertainment Expo de 2017. Va ser el joc més popular a les xarxes socials i va ser considerat el millor del xou segons els desenvolupadors que hi van assistir; de fet és sent altament anticipat després de l'esdeveniment. La BBC va escriure que Odyssey era un toc final per a la "tornada triomfant de Nintendo", seguint el seu èxit amb The Legend of Zelda: Breath of the Wild. Anteriors impressions del joc incloïen notes dels crítics que el joc era dens amb secrets i més enfocat en exploració que en progressió. A l'editor en cap d'USGamer li va agradar l'estructura de petits desafiaments de plataformes dins el món del Regne de Sorra però es va queixar en què a Odyssey li mancava execució de la jugabilitat, amb missions al nivell de New Donk City que semblaven avorrides i lentes. Va aclamar a Nintendo per experimentar en comptes de recrear un Super Mario Galaxy. Mentrestant, The Verge va comparar les llunes del joc als santuaris de Breath of the Wild, però va notar que els controls per moviments "semblaven frustrantment imprecisos". L'habilitat d'en Mario de transformar-se en la seva aparença 2D de Super Mario Bros. en certes zones va ser comparada amb els trencaclosques que s'inclouen The Legend of Zelda: A Link Between Worlds, mentre que VentureBeat va veure certes semblances entre el joc i la saga Sonic the Hedgehog.

### Premis i nominacions
El joc va guanyar les categories de millors plataformes, millor joc de Nintendo Switch i joc del xou al Millor de l'E3 segons IGN l'any 2017. També va guanyar a millor joc d'acció/aventura, millor joc de consola i millor del joc per la Game Critics Awards 2017 i també millor del xou quant a l'opinió de Destructoid sobre l'E3 2017. A la Gamescom 2017 va guanyar a les categories de millor de la Gamescom, millor joc d'acció, millor joc familiar, millor joc per a Nintendo Switch i premi del més esperat pels consumidors.

### Promocions i màrqueting
El 10 d'octubre de 2017 Nintendo va penjar un tràiler musical inspirat en Broadway sobre el tema principal del joc, "Jump Up, Super Star!", al seu canal de YouTube, que incloïa ballarins reals i en Mario. La cançó va publicar-se a iTunes a finals del mateix mes i va colar-se entre els top 25.
Juntament amb el joc, van sortir figures amiibo de Mario, Bowser i Peach vestides de nuvis. A més, Nintendo va distribuir per tot el món un paquet d'edició limitada que incloïa la consola Switch amb un parell de comandaments Joy-Con de color vermell, una funda per a la consola (això només a Amèrica del Nord) i un codi de descàrrega per a la eShop del joc (que a la versió australiana seria una còpia física). També es va produir una aliança amb Kellogg's el desembre de 2017 per llençar uns cereals basats en Mario, que contenien una etiqueta NFC per emprar-se com un amiibo.